# Agylla tolteca
Agylla tolteca là một loài bướm đêm thuộc phân họ Arctiinae, họ Erebidae.